# Ger Norbart
Ger Norbart (Munstergeleen, 7 maart 1947 – Buchten, 1 maart 2001) was een Nederlands handbaldoelman en trainer. In de jaren zestig en zeventig verdedigde hij het doel van Sittardia en de nationale ploeg. Met de Sittardse club werd hij dertienmaal landskampioen. Norbart speelde 85 interlands. Aan het einde van zijn imposante carrière werd hij in 1980 uitgeroepen tot handballer van het jaar.
Na zijn actieve carrière werd Norbart keeperstrainer bij Sittardia. In 2000 werd bij Norbart een niet te behandelen vorm van kanker bij hem werd geconstateerd. Aan het einde van het seizoen 1999/2000 moest hij, vanwege zijn ziekte, noodgedwongen stoppen. Hij overleed enkele dagen voor zijn 54ste verjaardag in zijn woonplaats Buchten.